# فرنسيسكو رودريغوس (لاعب كرة قدم)
فرنسيسكو رودريغوس (بالبرتغالية: Francisco Palmeiro Rodrigues‏)من مواليد (26 يوليو عام 1914، بمملكة البرتغال في البرتغال) هو لاعب كرة قدم برتغالي في مركز الهجوم. لعب مع نادي بنفيكا ونادي فيتوريا سيتوبال.